# Gospodarz
Gospodarz is een plaats in het Poolse district  Łódzki wschodni, woiwodschap Łódź. De plaats maakt deel uit van de gemeente Rzgów en telt 433 inwoners.